# Liste der Landräte in Thüringen
Die Liste der Landräte in Thüringen bietet einen Überblick über die aktuellen und ehemaligen Landräte der 17 Landkreise im Freistaat Thüringen seit der Kreisreform 1994. Der Landrat wird in Thüringen seit 1994 per Direktwahl für eine Dauer von sechs Jahren gewählt. Er darf zum Zeitpunkt der Wahl das 65. Lebensjahr noch nicht vollendet haben.

## Aktuelle Landräte
Gegenwärtig sind folgende Landräte in den Thüringer Landkreisen im Amt:
| Landkreis              | Name                     | Partei       | Amtsantritt | gewählt bis |
| ---------------------- | ------------------------ | ------------ | ----------- | ----------- |
| Altenburger Land       | Uwe Melzer               | CDU          | 2018        | 2030        |
| Eichsfeld              | Marion Frant             | CDU          | 2024        | 2030        |
| Gotha                  | Onno Eckert              | SPD          | 2018        | 2030        |
| Greiz                  | Ulli Schäfer             | CDU          | 2024        | 2030        |
| Hildburghausen         | Sven Gregor              | Freie Wähler | 2024        | 2030        |
| Ilm-Kreis              | Petra Enders             | parteilos    | 2012        | 2030        |
| Kyffhäuserkreis        | Antje Hochwind-Schneider | SPD          | 2012        | 2030        |
| Nordhausen             | Matthias Jendricke       | SPD          | 2015        | 2027        |
| Saale-Holzland-Kreis   | Johann Waschnewski       | CDU          | 2024        | 2030        |
| Saale-Orla-Kreis       | Christian Herrgott       | CDU          | 2024        | 2030        |
| Saalfeld-Rudolstadt    | Marko Wolfram            | SPD          | 2014        | 2026        |
| Schmalkalden-Meiningen | Peggy Greiser            | parteilos    | 2018        | 2030        |
| Sömmerda               | Christian Karl           | CDU          | 2024        | 2030        |
| Sonneberg              | Robert Sesselmann        | AfD          | 2023        | 2029        |
| Unstrut-Hainich-Kreis  | Thomas Ahke              | Freie Wähler | 2024        | 2030        |
| Wartburgkreis          | Michael Brodführer       | CDU          | 2024        | 2030        |
| Weimarer Land          | Christiane Schmidt-Rose  | CDU          | 2018        | 2030        |

## Landräte seit 1994
Die folgende Tabelle erfasst die Landräte, die seit der Kreisreform Thüringen 1994 im Amt waren. In den Landkreisen Gotha, Nordhausen und Sömmerda, die jeweils (teilweise geringfügig vergrößert) über die Kreisreform hinaus erhalten blieben, wurden die 1990 gewählten Landräte wiedergewählt und blieben weiterhin im Amt. In einigen weiteren Landkreisen wurden Landräte gewählt, die dieses Amt bereits in einem der aufgelösten Vorgängerkreise ausgeübt hatten. 
| Landkreis              | Name                     | Partei       | Amtsantritt | Amtsende | Anmerkung |
| ---------------------- | ------------------------ | ------------ | ----------- | -------- | --- |
| Altenburger Land       | Christian Gumprecht      | CDU          | 1994        | 2000     | zuvor seit 1990 Landrat des Landkreises Altenburg; nicht wiedergewählt                                                           |
| Altenburger Land       | Sieghardt Rydzewski      | SPD          | 2000        | 2012     | ab 2006 parteilos; nicht wiedergewählt                                                                                           |
| Altenburger Land       | Michaele Sojka           | Die Linke    | 2012        | 2018     | nicht wiedergewählt |
| Altenburger Land       | Uwe Melzer               | CDU          | 2018        | im Amt   | |
| Eichsfeld              | Werner Henning           | CDU          | 1994        | 2024     | zuvor seit 1990 Landrat des Landkreises Heiligenstadt; aus Altersgründen nicht wieder angetreten                                 |
| Eichsfeld              | Marion Frant             | CDU          | 2024        | im Amt   | |
| Gotha                  | Dieter Reinholz          | CDU          | 1990        | 2000     | nicht wiedergewählt |
| Gotha                  | Siegfried Liebezeit      | SPD          | 2000        | 2005     | suspendiert |
| Gotha                  | Konrad Gießmann          | CDU          | 2006        | 2018     | zuvor seit 2005 kommissarischer Landrat; aus Altersgründen nicht wieder angetreten                                               |
| Gotha                  | Onno Eckert              | SPD          | 2018        | im Amt   | |
| Greiz                  | Martina Schweinsburg     | CDU          | 1994        | 2024     | zuvor seit 1990 Landrätin des Landkreises Zeulenroda; aus Altersgründen nicht wieder angetreten                                  |
| Greiz                  | Ulli Schäfer             | CDU          | 2024        | im Amt   | |
| Hildburghausen         | Thomas Müller            | CDU          | 1994        | 2024     | aus Altersgründen nicht wieder angetreten                                                                                        |
| Hildburghausen         | Sven Gregor              | Freie Wähler | 2024        | im Amt   | |
| Ilm-Kreis              | Lutz-Rainer Senglaub     | CDU          | 1994        | 2006     | zuvor seit 1990 Landrat des Landkreises Arnstadt; nicht wieder angetreten                                                        |
| Ilm-Kreis              | Benno Kaufhold           | CDU          | 2006        | 2012     | zuvor von 1990 bis 1994 Landrat des Landkreises Ilmenau; nicht wiedergewählt                                                     |
| Ilm-Kreis              | Petra Enders             | parteilos    | 2012        | im Amt   | |
| Kyffhäuserkreis        | Peter Hengstermann       | CDU          | 1994        | 2012     | zuvor seit 1990 Landrat des Landkreises Sondershausen; nicht wiedergewählt                                                       |
| Kyffhäuserkreis        | Antje Hochwind-Schneider | SPD          | 2012        | im Amt   | |
| Nordhausen             | Joachim Claus            | CDU          | 1990        | 2012     | nicht wieder angetreten |
| Nordhausen             | Birgit Keller            | Die Linke    | 2012        | 2014     | zurückgetreten (Ernennung zur Thüringer Ministerin für Infrastruktur und Landwirtschaft)                                         |
| Nordhausen             | Matthias Jendricke       | SPD          | 2015        | im Amt   | |
| Saale-Holzland-Kreis   | Jürgen Mascher           | CDU          | 1994        | 2006     | zuvor seit 1990 Landrat des Landkreises Jena                                                                                     |
| Saale-Holzland-Kreis   | Andreas Heller           | CDU          | 2006        | 2024     | aus Altersgründen nicht wieder angetreten                                                                                        |
| Saale-Holzland-Kreis   | Johann Waschnewski       | CDU          | 2024        | im Amt   | |
| Saale-Orla-Kreis       | Peter Stephan            | CDU          | 1994        | 2000     | zuvor seit 1992 Landrat des Landkreises Schleiz; zurückgetreten (Ernennung zum Präsidenten des Thüringer Landesverwaltungsamtes) |
| Saale-Orla-Kreis       | Frank Roßner             | SPD          | 2000        | 2012     | nicht wiedergewählt |
| Saale-Orla-Kreis       | Thomas Fügmann           | CDU          | 2012        | 2024     | aus Altersgründen nicht wieder angetreten                                                                                        |
| Saale-Orla-Kreis       | Christian Herrgott       | CDU          | 2024        | im Amt   | |
| Saalfeld-Rudolstadt    | Werner Thomas            | CDU          | 1994        | 2000     | zuvor seit 1990 Landrat des Landkreises Rudolstadt; nicht wiedergewählt                                                          |
| Saalfeld-Rudolstadt    | Marion Philipp           | SPD          | 2000        | 2012     | nicht wiedergewählt |
| Saalfeld-Rudolstadt    | Hartmut Holzhey          | parteilos    | 2012        | 2014     | zurückgetreten |
| Saalfeld-Rudolstadt    | Marko Wolfram            | SPD          | 2014        | im Amt   | |
| Schmalkalden-Meiningen | Ralf Luther              | CDU          | 1994        | 2012     | nicht wieder angetreten |
| Schmalkalden-Meiningen | Peter Heimrich           | SPD          | 2012        | 2018     | nicht wieder angetreten |
| Schmalkalden-Meiningen | Peggy Greiser            | parteilos    | 2018        | im Amt   | |
| Sömmerda               | Rüdiger Dohndorf         | CDU          | 1990        | 2012     | nicht wieder angetreten |
| Sömmerda               | Harald Henning           | CDU          | 2012        | 2024     | aus Altersgründen nicht wieder angetreten                                                                                        |
| Sömmerda               | Christian Karl           | CDU          | 2024        | im Amt   | |
| Sonneberg              | Reiner Sesselmann        | parteilos    | 1994        | 2006     | aus Altersgründen nicht wieder angetreten                                                                                        |
| Sonneberg              | Christine Zitzmann       | CDU          | 2006        | 2018     | ab 2013 parteilos; nicht wieder angetreten                                                                                       |
| Sonneberg              | Hans-Peter Schmitz       | parteilos    | 2018        | 2023     | aus gesundheitlichen Gründen in den Ruhestand versetzt                                                                           |
| Sonneberg              | Robert Sesselmann        | AfD          | 2023        | im Amt   | |
| Unstrut-Hainich-Kreis  | Harald Zanker            | SPD          | 1994        | 2024     | nicht wiedergewählt |
| Unstrut-Hainich-Kreis  | Thomas Ahke              | Freie Wähler | 2024        | im Amt   | |
| Wartburgkreis          | Martin Kaspari           | CDU          | 1994        | 2006     | zuvor seit 1990 Landrat des Landkreises Eisenach; aus Altersgründen nicht wieder angetreten                                      |
| Wartburgkreis          | Reinhard Krebs           | CDU          | 2006        | 2024     | aus Altersgründen nicht wieder angetreten                                                                                        |
| Wartburgkreis          | Michael Brodführer       | CDU          | 2024        | im Amt   | |
| Weimarer Land          | Hans-Helmut Münchberg    | parteilos    | 1994        | 2018     | zuvor seit 1990 Landrat des Landkreises Apolda; aus Altersgründen nicht wieder angetreten                                        |
| Weimarer Land          | Christiane Schmidt-Rose  | CDU          | 2018        | im Amt   | |